# Zygodon reinwardtii
Zygodon reinwardtii là một loài Rêu trong họ Orthotrichaceae. Loài này được (Hornsch.) A. Braun miêu tả khoa học đầu tiên năm 1838.